# Hypertrocta
Hypertrocta là một chi bướm đêm thuộc họ Erebidae.

## Các loài
- Hypertrocta brunnea Bethune-Baker, 1908
- Hypertrocta posticalis Walker, [1866]